# Hypocrita uranigera
Hypocrita uranigera là một loài bướm đêm thuộc phân họ Arctiinae, họ Erebidae.